# Tàu tuần dương

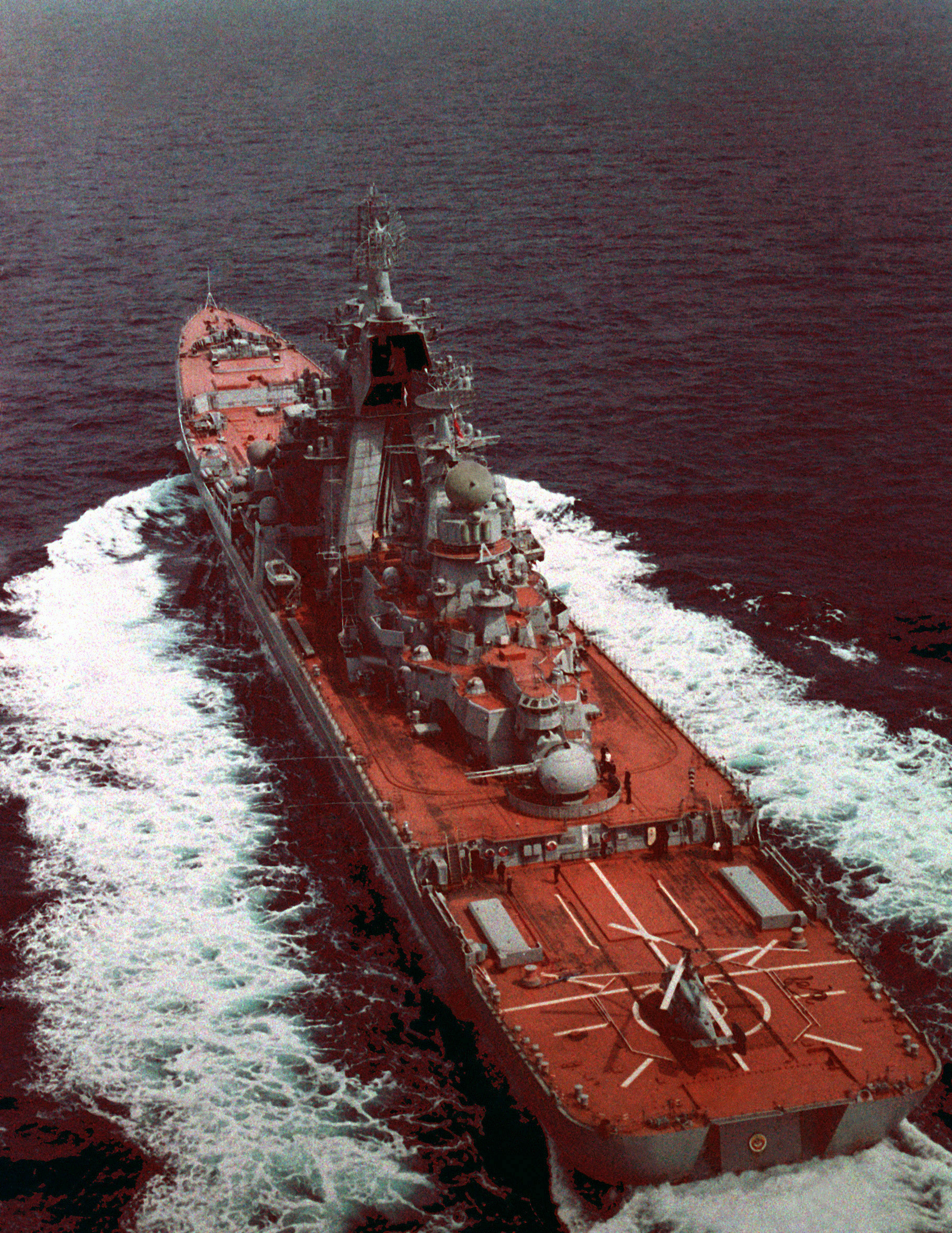
Tàu tuần dương Frunze thuộc lớp Kirov của Hải quân Nga

Tàu tuần dương, còn được gọi là tuần dương hạm, là một loại tàu chiến lớn, có vai trò nổi bật từ cuối thế kỷ 19 cho đến khi kết thúc Chiến tranh Lạnh. Những chiếc tàu tuần dương đầu tiên được giao các nhiệm vụ tấn công hay bảo vệ độc lập trên biển. Tàu tuần dương rất linh hoạt, chúng có thể bảo vệ chống lại tàu ngầm, máy bay hay tàu nổi đối phương.
Trong lịch sử, một "tàu tuần dương" không phải là một kiểu tàu mà là một vai trò của tàu chiến. Tàu tuần dương là những tàu, thường là tàu frigate hoặc tàu nhỏ hơn, được giao một vai trò hầu như độc lập khỏi hạm đội; mang ý nghĩa tuần tiễu độc lập, thường là kèm theo những nhiệm vụ như là cướp phá tàu bè thương mại đối phương. Vào cuối thế kỷ 19, thuật ngữ tàu tuần dương được dùng để chỉ những con tàu được thiết kế để đáp ứng một vai trò như vậy, và trong giai đoạn từ thập niên 1890 cho đến thập niên 1950, một "tàu tuần dương" là một tàu chiến lớn hơn tàu khu trục nhưng nhỏ hơn một thiết giáp hạm.
Hầu hết thời gian của thế kỷ 19 và nửa đầu thế kỷ 20, tàu tuần dương là một phương tiện chiến đấu hoạt động ở khoảng cách xa của hải quân, trong lúc các tàu chiến chủ lực được giữ lại ở gần nhà hơn. Vai trò chính của chúng là tấn công tàu buôn của đối phương, thường thấy đến mức nhiệm vụ này được gọi là "chiến tranh tuần dương hạm". Các vai trò khác bao gồm trinh sát, và hộ tống các tàu sân bay hay các đoàn tàu vận tải. Tàu tuần dương thường được cho tháp tùng hạm đội thiết giáp hạm, và là lực lượng mũi nhọn trong các cuộc đối đầu trên mặt biển vốn được xem là không đủ quan trọng để bố trí thiết giáp hạm.
Vào cuối thế kỷ 20, sự mai một của thiết giáp hạm đã khiến cho tàu tuần dương hạm trở thành hạm tàu nổi mạnh mẽ nhất và lớn nhất. Tuy nhiên, vai trò của tàu tuần dương ngày càng thiên về vai trò hỗ trợ phòng không cho hạm đội hơn là chiến tranh tuần dương độc lập. Trong ý nghĩa này, thiết kế của chúng không khác biệt lắm so với tàu khu trục hiện đại trang bị cùng loại vũ khí. Ví dụ như, trong khi chiếc Long Beach (CGN-9) là tàu tuần dương cuối cùng được chế tạo dựa trên lườn tàu tuần dương "truyền thống" dài và hẹp, mọi tàu tuần dương sau đó đều dựa trên những lườn tàu khu trục. Sang đầu thế kỷ 21, các tàu tuần dương là những hạm tàu nổi lớn nhất còn đang hoạt động, chỉ với năm quốc gia còn sử dụng là Hoa Kỳ, Nga, Ý, Pháp và Peru. Sau khi chiếc Vittorio Veneto của Ý được cho ngừng hoạt động vào năm 2006 và chiếc Jeanne d'Arc của Pháp ngừng hoạt động vào năm 2010, chỉ còn hải quân của ba nước có tàu tuần dương. Mặc dù những tàu khu trục tên lửa ngày hôm nay, như là lớp tàu khu trục Arleigh Burke của Mỹ và lớp Kongō của Nhật Bản, về thực chất lớn hơn hầu hết mọi tàu tuần dương trước đó, chúng được gọi là tàu khu trục hầu như vì những lý do chính trị.

## Lịch sử ban đầu
Thuật ngữ "cruiser" hay "cruizer" (có nghĩa: đi quanh quẩn, du hành khắp nơi) lần đầu tiên được dùng rộng rãi vào thế kỷ 17 để chỉ một loại tàu độc lập. Thực ra vào lúc đó, "tuần dương" mang ý nghĩa là mục đích hay nhiệm vụ của một con tàu, hơn là để chỉ một lớp tàu cụ thể. Tuy nhiên, từ này mặc nhiên dùng để chỉ một kiểu tàu chiến nhỏ hơn, nhanh hơn, phù hợp cho một vai trò như thế. Vào thế kỷ 17, tàu chiến tuyến nói chung quá lớn, không linh hoạt, và đắt tiền để có thể biệt phái cho những nhiệm vụ ở xa xôi, như là châu Mỹ, và có tầm quan trọng chiến lược nên không thể chịu đựng nguy cơ hư hỏng và mất mát bởi các nhiệm vụ tuần tra liên tục.
Hải quân Hà Lan đáng được chú ý về những tàu tuần dương của họ trong thế kỷ 17, trong khi Hải quân Hoàng gia Anh, và sau đó là hải quân của Pháp và Tây Ban Nha, dần dần bắt kịp về mặt số lượng và sự bố trí. Đạo luật Tuần dương và Vận tải của Anh Quốc là một nỗ lực dành cho những lợi ích thương mại hàng hải trong Nghị viện Anh, đã hướng hoạt động bảo vệ thương mại hàng hải của Hải quân bằng các tàu tuần dương, hơn là bằng những tàu chiến tuyến hiếm hoi và đắt tiền. Trong thế kỷ 18, tàu frigate trở thành kiểu tàu tuần dương chiếm ưu thế. Một chiếc frigate là một tàu nhỏ, nhanh, hoạt động tầm xa, trang bị hỏa lực nhẹ (một sàn pháo) sử dụng vào việc tuần tiễu, chuyên chở các đội biệt phái, và ngăn chặn thương mại của đối phương. Một kiểu tàu chính khác dành cho vai trò tuần dương là tàu xà lúp, nhưng nhiều kiểu tàu khác cũng được sử dụng.

## Tàu tuần dươnghơi nước
Trong thế kỷ 19, khi động cơ hơi nước bắt đầu trở nên thông dụng, hạm đội bắt đầu sử dụng cụ thể hơn từ "tuần dương" để chỉ một số tàu chiến bọc sắt cũng như là một hỗn hợp các tàu frigate, xà lúp và tàu corvette không bọc thép, hầu hết đều có hệ thống động lực hỗn hợp buồm và hơi nước.
Những chiếc tàu bọc sắt đầu tiên, do chỉ có một sàn pháo, vẫn được gọi là những "tàu frigate", cho dù chúng mạnh hơn nhiều so với những tàu chiến tuyến hiện có. Người Pháp chế tạo một số tàu bọc thép nhỏ hơn dành cho các nhiệm vụ tuần dương ở nước ngoài, bắt đầu với chiếc Belliqueuse, được đưa ra hoạt động vào năm 1865. Đây chính là những tàu tuần dương bọc thép đầu tiên.
Cho đến những năm 1870, nhiều nước khác đã chế tạo những tàu bọc sắt chuyên biệt dùng trong tuần tra và cướp phá nhanh và độc lập. Những tàu chiến này được gọi là những tàu tuần dương bọc thép. Cho đến những năm 1890, tàu tuần dương bọc thép vẫn còn được chế tạo với những cột buồm, cho phép chúng hoạt động cách xa các cảng tiếp than thân thiện.
Các tàu tuần tiễu không bọc thép, được chế tạo bằng gỗ, sắt, thép hoặc là phối hợp các loại vật liệu trên, vẫn tiếp tục thông dụng cho đến cuối thế kỷ 19. Lớp vỏ giáp của các tàu bọc sắt có nghĩa là chúng bị giới hạn trong các hoạt động tầm gần với động cơ hơi nước, và nhiều tàu bọc sắt không phù hợp cho các nhiệm vụ ở tầm xa hay tại các thuộc địa xa xôi. Tàu tuần dương không bọc thép, thường là tàu xà lúp chân vịt hoặc tàu frigate chân vịt, có thể tiếp nối vai trò này. Mặc dù trong suốt thời kỳ giữa và cuối thế kỷ 19, tàu tuần dương hầu như được trang bị những khẩu pháo hiện đại bắn đạn pháo nổ, chúng vẫn không có khả năng đối đầu với những tàu bọc thép trong chiến đấu. Điều này đã được chứng minh trong trận đụng độ giữa HMS Shah, một tàu tuần dương Anh Quốc hiện đại, với chiếc monitor Peru Huáscar. Mặc dù chiếc tàu chiến Peru đã lạc hậu vào lúc xảy ra cuộc đối đầu, nó đã chịu đựng được khoảng 50 phát đạn pháo bắn ra từ chiếc tàu chiến Anh Quốc.

## Tàu tuần dương bảo vệ

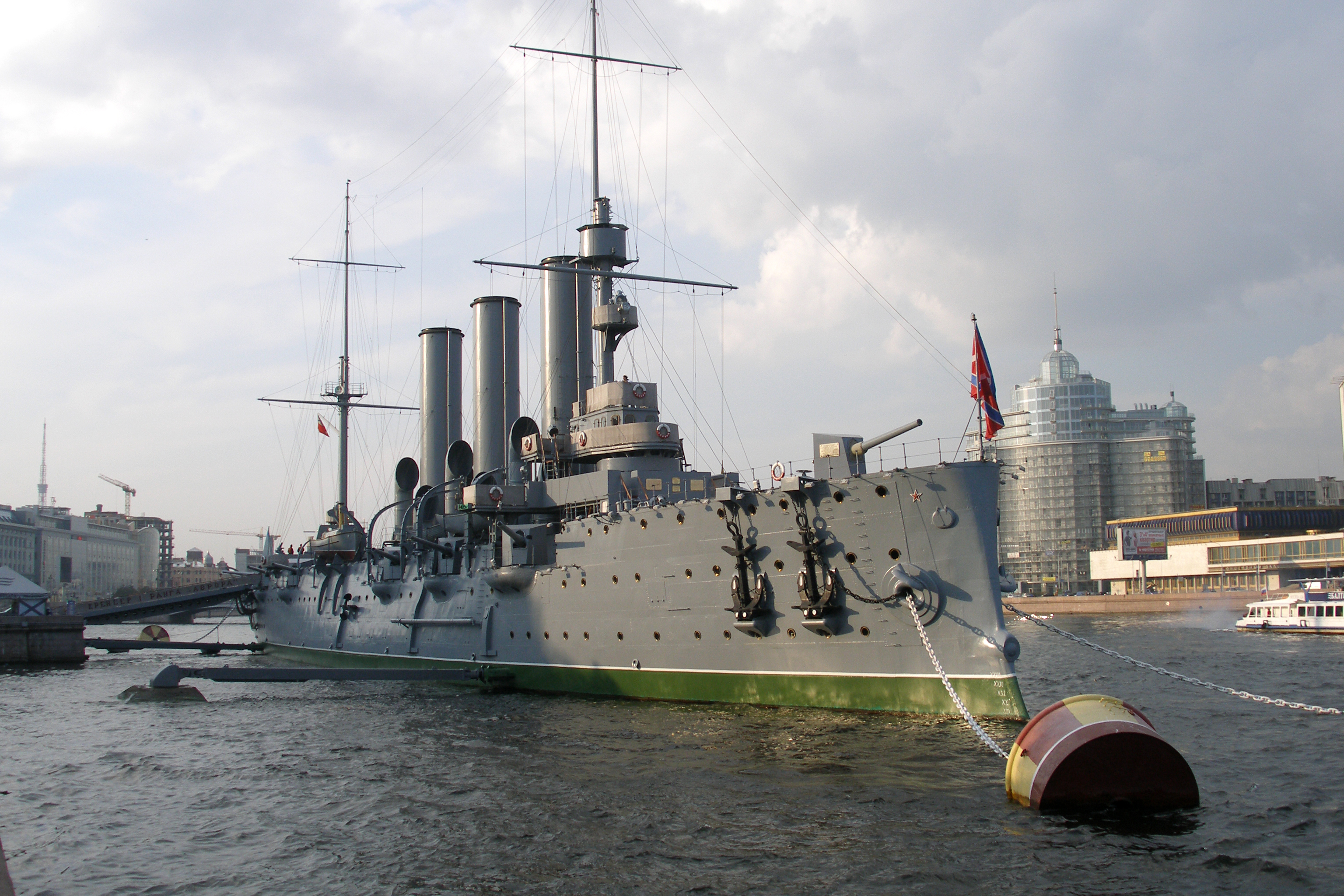
Tàu tuần dương bảo vệ Nga Rạng Đông

Vào những năm 1880, các nhà kiến trúc hàng hải bắt đầu sử dụng thép như là vật liệu dành cho chế tạo và vũ khí. Một tàu tuần dương thép sẽ nhẹ hơn và nhanh hơn một chiếc được chế tạo từ sắt hay gỗ. Học thuyết hải quân theo trường phái Jeune École của Pháp đề nghị rằng một hạm đội các tàu tuần dương không bảo vệ bằng thép là lý tưởng cho vai trò cướp phá tàu buôn, trong khi các xuồng phóng lôi có khả năng phá hủy hạm đội thiết giáp hạm của đối phương.
Vật liệu thép còn cung cấp cho các tàu tuần dương một phương cách có được sự bảo vệ cần thiết để sống sót trong một cuộc chiến đấu. Với cùng một trọng lượng, vỏ giáp bằng thép sẽ chắc chắn hơn so với sắt. Bằng cách đặt một lớp vỏ giáp thép tương đối mỏng bên trên các bộ phận sống còn của con tàu, và bằng cách sắp xếp các hầm chứa than nơi chúng có thể ngăn cản đạn pháo, có thể đạt được một mức độ bảo vệ hữu ích mà không làm chậm hơn đáng kể con tàu.
Chiếc tàu tuần dương bảo vệ đầu tiên mang tính đột phá là chiếc Esmeralda của Chile. Được chế tạo tại xưởng đóng tàu của hãng Armstrong tại Elswick, Anh Quốc, nó đã có ảnh hưởng đến một nhóm các tàu tuần dương bảo vệ được chế tạo tại cùng một xưởng đóng tàu và được mang tên là những "tàu tuần dương Elswick". Sàn tàu trước và sàn tàu gỗ chính được tháo dỡ, thay thế bằng một sàn tàu bọc thép. Vũ khí trang bị cho Esmeralda bao gồm các khẩu pháo 254 mm (10 inch) phía trước và phía sau, cùng những khẩu 152 mm (6 inch) ở các vị trí giữa tàu. Nó có khả năng đạt đến tốc độ 33 km/h (18 knot), và được vận hành chỉ bằng hơi nước; nó cũng có một trọng lượng rẽ nước ít hơn 3.000 tấn. Trong vòng hai thập niên tiếp theo, kiểu tàu tuần dương này trở thành nguồn cảm hứng cho việc kết hợp vũ khí hạng nặng, tốc độ cao và một trọng lượng nhẹ.

### Tàu tuần dương phóng lôi
Tàu tuần dương phóng lôi (trong Hải quân Hoàng gia Anh gọi là pháo hạm phóng lôi) là một tàu tuần dương không bọc thép nhỏ hơn, xuất hiện trong những năm 1880-1890. Những con tàu này có thể đạt được tốc độ cho đến 37 km/h (20 knot) và được trang bị pháo từ cỡ trung đến cỡ nhỏ và ngư lôi. Những chiếc này được giao những nhiệm vụ bảo vệ và trinh sát, truyền đạt thông báo và mọi nhiệm vụ khác của hạm đội thường dành cho những con tàu nhỏ khác. Những chiếc này có thể hoạt động như soái hạm của các hải đội xuồng phóng lôi. Sau 1900, những chiếc này thường được thay thế bởi những tàu nhanh hơn có phẩm chất đi biển tốt hơn.

### Tàu tuần dương bọc thép tiền-dreadnought
Vật liệu thép cũng có ảnh hưởng trên việc chế tạo và vai trò của những tàu tuần dương bọc thép. Thép đã khiến cho thiết kế mới của thiết giáp hạm, sau này được gọi là thiết giáp hạm tiền-dreadnought, có khả năng kết hợp hỏa lực và vỏ giáp với tầm xa hoạt động và tốc độ tốt hơn trước đây. Tàu tuần dương bọc thép của những năm 1890 hầu như tương tự với những thiết giáp hạm cùng thời kỳ; có xu hướng mang vũ khí nhỏ hơn đôi chút (234 mm/9,2 inch thay vì 305 mm/12 inch), và có vỏ giáp mỏng hơn để đổi lấy một tốc độ nhanh hơn, có thể đạt 39 km/h (21 knot) thay vì 33 km/h (18 knot). Với những điểm tương đồng như vậy, ranh giới giữa thiết giáp hạm và tàu tuần dương bọc thép trở nên mờ nhạt.

## Tàu tuần dương trong nhữngnăm 1900-1914
Không lâu sau khi chuyển sang thế kỷ 20, một câu hỏi khó được đặt ra về thiết kế của những tàu tuần dương trong tương lai. Tàu tuần dương bọc thép hiện đại, hầu như mạnh mẽ ngang với thiết giáp hạm, cũng đủ nhanh để vượt trội hơn những tàu tuần dương bảo vệ cũ hơn. Trong Hải quân Hoàng gia Anh, Đô đốc Jackie Fisher đã cắt giảm mạnh các tàu chiến cũ hơn, bao gồm nhiều tàu tuần dương đủ loại, gọi chúng là "kho đồ cũ của những tên keo kiệt chỉ gồm những thứ bỏ đi vô dụng" mà mọi tàu tuần dương hiện đại đều có thể quét sạch khỏi mặt biển.

### Tàu chiến-tuần dương

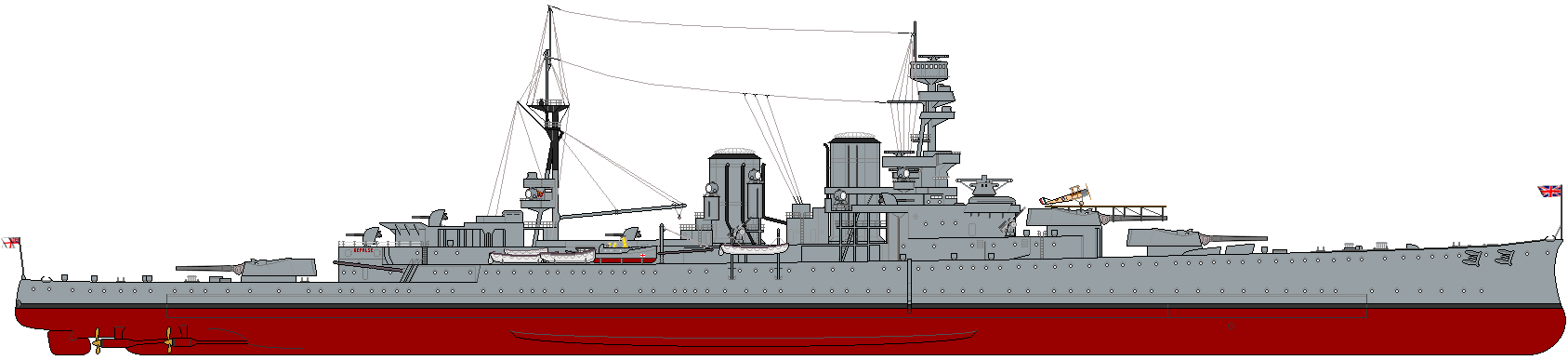
Tàu chiến-tuần dương HMS Repulse vào năm 1919

Sự gia tăng về kích cỡ và sức mạnh của tàu tuần dương bọc thép đã đưa đến sự hình thành tàu chiến-tuần dương, với một dàn vũ khí và kích cỡ tương đương với loại thiết giáp hạm dreadnought mới mang tính cách mạng, là sản phẩm tinh thần của Đô đốc Anh Jackie Fisher. Ông tin rằng để duy trì sự thống trị của hải quân Anh tại các thuộc địa sở hữu ở nước ngoài, một hạm đội bao gồm những tàu chiến lớn, nhanh, vũ trang mạnh sẽ có khả năng tiêu diệt tàu tuần dương và tàu tuần dương bọc thép đối phương với hỏa lực vượt trội. Những con tàu như vậy được biết đến dưới tên gọi tàu chiến-tuần dương, khi chiếc đầu tiên được đưa ra phục vụ cùng Hải quân Hoàng gia Anh vào năm 1907. Đức, và sau đó là Nhật Bản, nối gót trong việc chế tạo kiểu tàu này, thay thế cho những tàu tuần dương bọc thép trong hầu hết những vai trò ở tuyến đầu.

### Tàu tuần dương hạng nhẹ

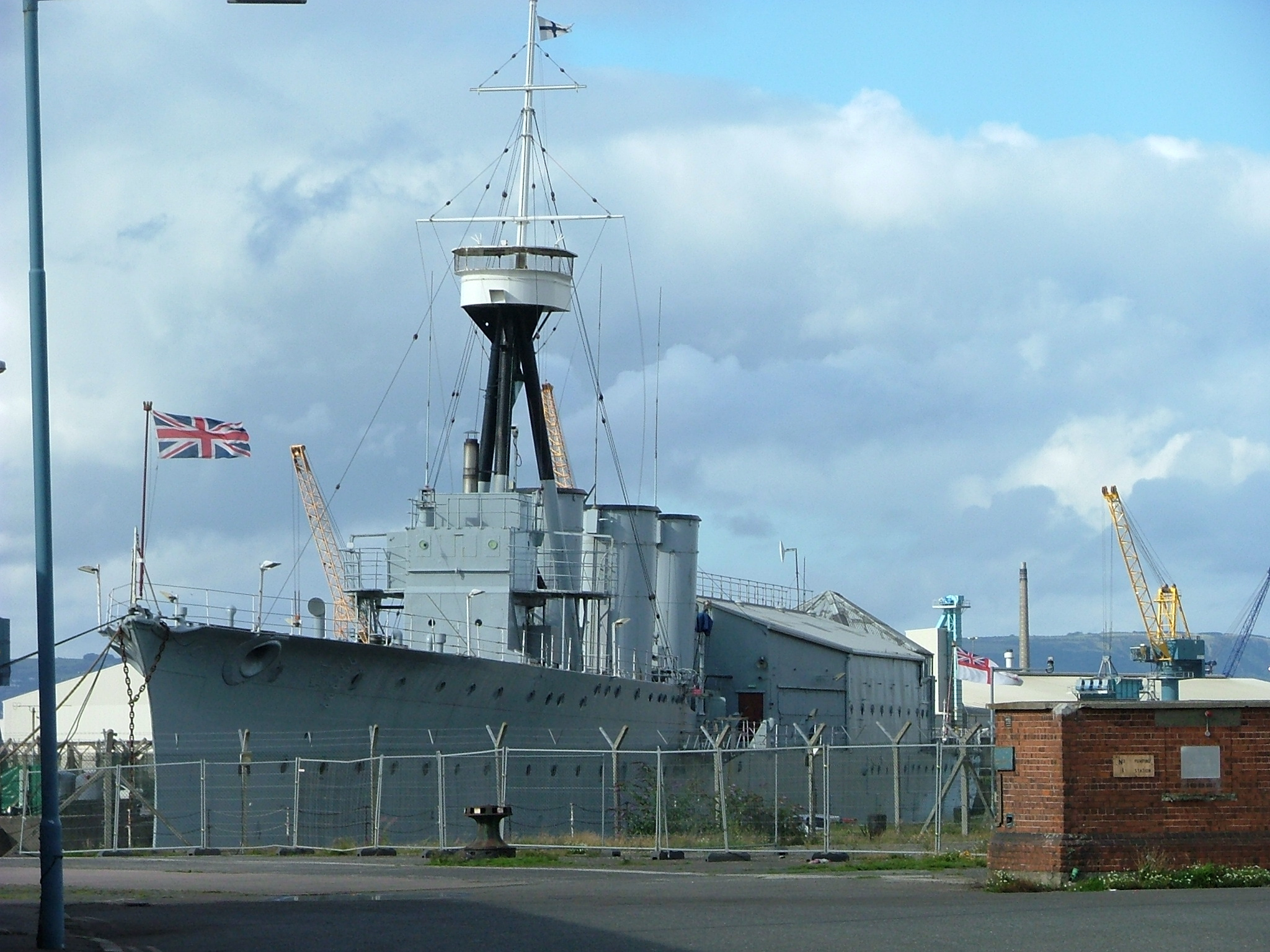
HMS Caroline, một tàu tuần dương hạng nhẹ giai đoạn Thế Chiến I, vẫn tiếp tục phục vụ như một bộ chỉ huy và một tàu huấn luyện tại Belfast.

Cùng vào thời gian mà tàu chiến-tuần dương được phát triển, sự khác biệt giữa tàu tuần dương bọc thép và không bọc thép cuối cùng cũng biến mất. Với sự ra đời của lớp tàu tuần dương Town (1910), một tàu chiến nhỏ và nhanh đã có khả năng mang cả đai giáp lẫn sàn tàu bọc thép, đặc biệt là khi áp dụng động cơ turbine hơi nước. Những chiếc "tàu tuần dương bọc thép nhẹ" này bắt đầu chiếm lĩnh vai trò của những tàu tuần dương truyền thống, khi mà các hải đội tàu chiến-tuần dương rõ ràng bị buộc phải hoạt động cùng với hạm đội chiến trận.

### Soái hạm của Hải đội khu trục
Một số tàu tuần dương hạng nhẹ được chế tạo đặc biệt để hoạt động chỉ huy các hải đội tàu khu trục.

### Tàu tuần dương phụ trợ
Tàu tuần dương phụ trợ là một tàu buôn được vội vã trang bị pháo cỡ nhỏ vào lúc chiến tranh nổ ra. Chúng được sử dụng nhằm lấp đầy những khoảng trống trên các tuyến đường thương mại kéo dài hoặc nhằm hộ tống cho các tàu chở hàng khác, mặc dù chúng thường tỏ ra vô dụng trong vai trò này do tốc độ chậm, hỏa lực yếu kém và không có vỏ giáp. Trong cả hai cuộc thế chiến, Đức cũng sử dụng những tàu buôn nhỏ trang bị cỡ pháo của tàu tuần dương để gây bất ngờ cho các tàu buôn Đồng Minh. Một số tàu biển chở khách lớn cũng được vũ trang theo cùng cách như vậy; tại Anh Quốc chúng được gọi là những tàu buôn tuần dương vũ trang. Đức và Pháp đã sử dụng chúng trong Thế Chiến I như những tàu cướp tàu buôn do tốc độ cao lên đến khoảng 56 km/h (30 knot), và chúng lại được sử dụng cùng vai trò này trong Thế Chiến II bởi Đức và Nhật. Trong cả Thế Chiến I lẫn giai đoạn mở đầu của Thế Chiến II, người Anh đã sử dụng chúng để hộ tống các đoàn tàu vận tải.

## Chiến tranh Thế giới thứ nhất
Tàu tuần dương là một trong những loại tàu chiến chủ lực trong Chiến tranh Thế giới thứ nhất.

## Tàu tuần dương trong những năm 1919-1945
Việc vũ trang hải quân trong những năm 1920 và 1930 bị giới hạn bởi những hiệp ước quốc tế, được đề ra để ngăn chặn sự lặp lại của cuộc chạy đua vũ trang Dreadnought vào đầu thế kỷ 20. Hiệp ước Hải quân Washington năm 1922 đặt ra những giới hạn trong việc chế tạo những tàu chiến có trọng lượng choán nước 10.000 tấn hay lớn hơn, và vũ khí có cỡ nòng lớn hơn 203 mm (8 inch). Hải quân một số nước đưa vào hoạt động những lớp tàu tuần dương cho đến ngưỡng trên của giới hạn này. Hiệp ước Hải quân London năm 1930 chính thức hóa sự khác biệt giữa tàu tuần dương "hạng nặng" và hạng nhẹ: một tàu tuần dương hạng nặng trang bị pháo cỡ 155 mm (6,1 inch) hay lớn hơn. Hiệp ước Hải quân London thứ hai dự tính giới hạn hơn nữa tải trọng của các tàu tuần dương đóng mới xuống 8.000 tấn hay ít hơn, nhưng nó ít có ý nghĩa; Nhật và Đức đã không tham gia ký kết, và hải quân các nước bắt đầu lẩn tránh những giới hạn của hiệp ước về tàu chiến.

### Tàu tuần dương hạng nặng
Tàu tuần dương hạng nặng là tàu tuần dương được trang bị hải pháo có cỡ nòng khoảng 203 mm (8 inch). Những tàu tuần dương hạng nặng đầu tiên được chế tạo vào năm 1915, cho dù chúng chỉ trở thành một lớp tàu phổ biến sau Hiệp ước Hải quân Washington năm 1922. Tiền thân của chúng là những thiết kế tàu tuần dương hạng nhẹ trong những năm 1900 và 1910. tàu tuần dương hạng nặng tiếp tục được sử dụng cho đến sau Đệ Nhị thế chiến.

### Thiết giáp hạm bỏ túi Đức
Lớp tàu tuần dương Deutschland của Đức là một loạt gồm ba chiếc Panzerschiffe ("tàu bọc thép"), một dạng tàu tuần dương được vũ trang nặng, được Hải quân Đức chế tạo trong những giới hạn được đặt ra bởi Hiệp ước Versailles. Lớp tàu này được đặt tên theo chiếc đầu tiên của lớp được hoàn tất: Deutschland. Cả ba chiếc đều được hạ thủy từ năm 1931 đến năm 1934, và đã phục vụ cho Đức Quốc xã trong Chiến tranh Thế giới thứ hai, nhưng được hải quân Đức xếp lại lớp như những tàu tuần dương hạng nặng vào tháng 2 năm 1940.
Anh Quốc bắt đầu xem những chiếc tàu chiến này như là thiết giáp hạm bỏ túi, do dàn hỏa lực mạnh mẽ được chất lên một trọng lượng choán nước tương đối nhỏ; chúng nhỏ hơn đáng kể so với thiết giáp hạm và tàu chiến-tuần dương, và mặc dù có tải trọng chỉ vào cỡ một chiếc tàu tuần dương hạng nặng, chúng lại được trang bị cỡ pháo lớn hơn tàu tuần dương hạng nặng của các nước khác. Lớp Deutschland tiếp tục được gọi là những thiết giáp hạm bỏ túi trong một số tài liệu. Thực ra những con tàu này dài hơn 0,6 m (2 ft) so với lớp thiết giáp hạm Pennsylvania của Hải quân Mỹ, cho dù những chiếc sau này khá lùn đối với một thiết giáp hạm hiện đại.

### Tàu tuần dương phòng không

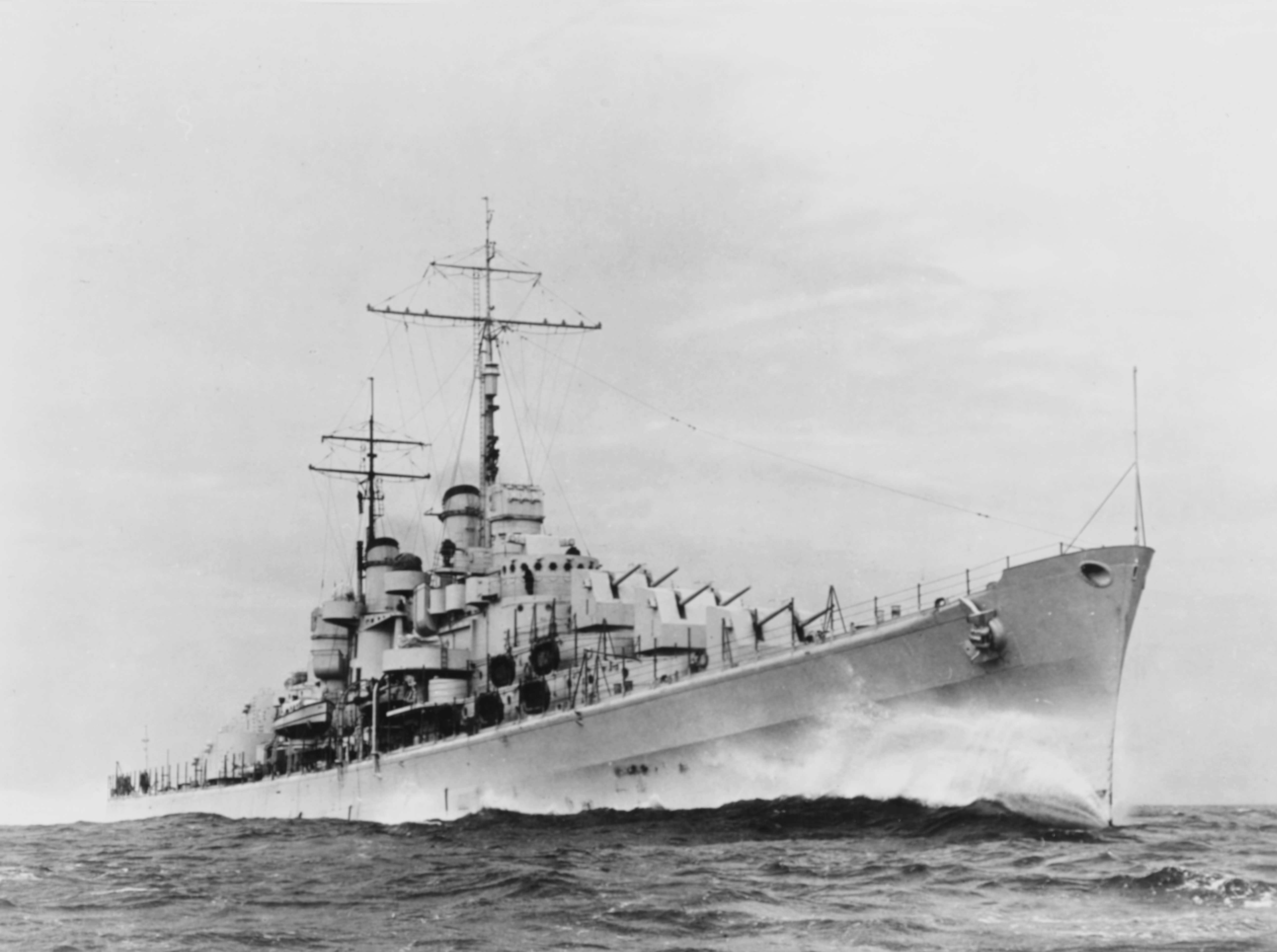
Tàu tuần dương USS Atlanta (CL-51)

Việc phát triển các tàu tuần dương phòng không được bắt đầu vào năm 1935 khi Hải quân Hoàng gia Anh tái trang bị cho hai chiếc tàu tuần dương HMS Coventry và HMS Curlew. Các ống phóng ngư lôi và các khẩu đội pháo 152 mm (6 inch) góc thấp được tháo dỡ khỏi những tàu tuần dương nhẹ thời Đệ Nhất thế chiến này, và được thay thế bằng mười khẩu pháo 102 mm (4 inch) góc cao và các thiết bị kiểm soát hỏa lực phù hợp, biến chúng thành những tàu chiến lớn có khả năng bảo vệ chống lại máy bay ném bom tầm cao.
Một khiếm khuyết về chiến thuật được nhận ra sau khi hoàn tất việc cải biến thêm sáu tàu tuần dương thuộc lớp C. Do phải hy sinh vũ khí đối hạm để dành cho vũ khí phòng không, những tàu tuần dương phòng không được cải biến cần có được sự bảo vệ cho bản thân chúng đối với các đơn vị tàu nổi đối phương. Người ta tiến hành đóng mới để tạo ra những tàu tuần dương có tốc độ và trọng lượng rẽ nước tương đương nhưng được trang bị pháo lưỡng dụng. Kiểu vũ khí này có được sự bảo vệ phòng không tốt kết hợp với khả năng chống hạm tàu nổi trong vai trò truyền thống của tàu tuần dương hạng nhẹ bảo vệ các tàu chiến chủ lực khỏi sự tấn công của tàu khu trục. Tàu tuần dương phòng không đầu tiên của Anh được chế tạo theo mục đích này là lớp Dido, được hoàn tất không lâu sau khi Thế Chiến II nổ ra. Lớp tàu tuần dương phòng không (CLAA) Atlanta của Hải quân Mỹ được thiết kế để theo kịp khả năng này của Hải quân Hoàng gia. Cả Dido lẫn Atlanta đều được cho mang theo ống phóng ngư lôi.
Khái niệm vũ khí đa dụng bắn nhanh được áp dụng cho nhiều thiết kế tàu tuần dương phòng không, nhưng được đưa ra quá trễ để tham gia chiến tranh. Chúng bao gồm USS Worcester và USS Roanoke được hoàn tất tương ứng vào năm 1948 và 1949, hai chiếc thuộc lớp De Zeven Provinciën hoàn tất vào năm 1953, De Grasse và Colbert lần lượt hoàn tất vào năm 1955 và 1959, cùng HMS Tiger, HMS Lion và HMS Blake hoàn tất từ năm 1959 đến năm 1961.
Đa số các tàu tuần dương sau Thế Chiến II được giao những vai trò phòng không. Vào đầu những năm 1950, những tiến bộ trong kỹ thuật hàng không đã buộc phải chuyển đổi từ pháo phòng không sang tên lửa phòng không. Do đó hầu hết tàu tuần dương ngày nay đều được trang bị tên lửa đất-đối-không như là vũ khí chính. Phiên bản hiện đại của tàu tuần dương phòng không của ngày hôm nay là những tàu tuần dương tên lửa điều khiển (CAG/CLG/CG/CGN).

## Tàu tuần dương cuốithế kỷ 20

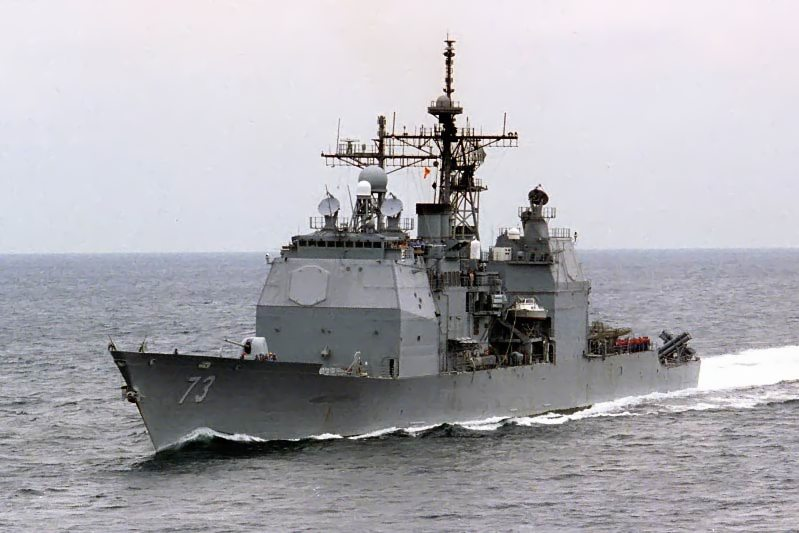
Tàu tuần dương USS Port Royal (CG-73) thuộc lớp Ticonderoga trang bị tên lửa điều khiển, hạ thủy năm 1992.

Sự nổi lên của không quân trong Chiến tranh Thế giới thứ hai đã làm thay đổi đột ngột bản chất của chiến tranh hải quân. Ngay cả chiếc tàu tuần dương nhanh nhất cũng không thể bẻ lái đủ nhanh để lẩn tránh không kích, và máy bay giờ đây được trang bị ngư lôi, cho phép có khả năng tấn công ở tầm trung. Thay đổi này đã dẫn đến việc kết thúc các hoạt động độc lập của một tàu chiến duy nhất hay các đội đặc nhiệm rất nhỏ, và vào nữa sau của thế kỷ 20 các chiến dịch hải quân thường được tiến hành với lực lượng hạm đội rất lớn, chống chọi được những cuộc không kích quy mô lớn.
Điều này đã khiến cho hầu hết hải quân các nước thay đổi cấu trúc hạm đội gồm những con tàu dành cho một chức năng, tiêu biểu là chống tàu ngầm hay phòng không, và những tàu chiến lớn "tổng quát" đã biến mất khỏi đa số các hạm đội. Tàu tuần dương hiện tại chỉ còn được Hải quân Hoa Kỳ, Hải quân Nga và Hải quân Peru cho hoạt động. Pháp đã sử dụng chiếc tàu tuần dương Jeanne d'Arc (R97) cho đến tháng 5 năm 2010, vốn được xếp loại trong hệ thống số hiệu lườn của NATO như một tàu sân bay, nhưng chỉ dành cho mục đích huấn luyện.
Trong Hải quân Liên Xô, tàu tuần dương tạo nên căn bản cho các nhóm tác chiến. Vào những năm ngay sau chiến tranh họ chế tạo một hạm đội gồm những tàu mang súng lớn, nhưng đã thay thế khá nhanh chóng bằng những chiếc rất lớn mang một số lượng khổng lồ tên lửa điều khiển và tên lửa phòng không. Những chiếc mới nhất kiểu này, bốn chiếc lớp Kirov, được chế tạo trong những năm 1970 và 1980; hiện nay hai chiếc đang trải qua việc tái trang bị kéo dài cho đến năm 2020, và chiếc Admiral Nakhimov cũng đang được tái trang bị cho đến năm 2012, nên chỉ còn Pyotr Velikiy đang hoạt động thường trực.
Hiện tại, những tàu tuần dương tên lửa hạng nặng lớp Kirov được sử dụng vào những mục đích chỉ huy; điều này có thể nhận thấy qua một loạt các thiết bị điện tử trang bị dành cho việc chỉ huy và điều khiển. Mặc dù không được thiết kế để hoạt động độc lập, chúng được trang bị vũ khí rất mạnh với cả tên lửa tấn công và phòng thủ. Một ví dụ về khả năng của chúng có thể thấy trong một loạt tên lửa trang bị cho nhiệm vụ phòng thủ điểm, từ 44 tên lửa OSA-MA cho đến 196 tên lửa 9K311 Tor. Đối với những mục tiêu ngoài đường chân trời của radar, có thể sử dụng 3 máy bay trực thăng mang theo. Hải quân Nga cũng đang cho hoạt động một chiếc tàu tuần dương lớp Kara và bốn chiếc lớp Slava, cùng một tàu sân bay lớp Kuznetsov nhưng được xếp lớp chính thức như một tàu tuần dương-sân bay.
Hải quân Hoa Kỳ đã tập trung phát triển tàu sân bay kể từ Thế Chiến II. Lớp tàu tuần dương Ticonderoga, được chế tạo trong những năm 1980, thoạt tiên được thiết kế và đặt tên như là một lớp tàu khu trục, với dự định sẽ cung cấp một hỏa lực phòng không rất mạnh mẽ cho những hạm đội có tàu sân bay làm hạt nhân nòng cốt. Những chiếc tàu này sau đó được xếp lại lớp như những tàu tuần dương do những lý do quan hệ công chúng, nhằm mục đích nhấn mạnh đến khả năng của hệ thống tác chiến Aegis mà chúng được thiết kế. Kể từ khi chiếc USS Ticonderoga được hạ thủy vào năm 1981, lớp này đã trải qua một số đợt nâng cấp, đã cải thiện nhanh chóng những khả năng chống tàu ngầm, và khả năng tấn công đất liền nhờ những tên lửa Tomahawk. Giống như những đồng sự Xô Viết, những chiếc Ticonderoga hiện đại cũng có thể sử dụng làm nòng cốt cho trọn một nhóm tác chiến. Sự xếp lớp của chúng hầu như chắc chắn xứng đáng khi được chế tạo lần đầu tiên, vì các cảm biến và các hệ thống quản lý chiến đấu được trang bị cho phép chúng hoạt động như những soái hạm cho một hải đội hạm tàu nổi nếu như không có mặt tàu sân bay, nhưng những chiếc mới hơn được xếp loại là tàu khu trục và cũng được trang bị hệ thống tên lửa phòng không AEGIS cho phép chúng tiếp cận đến những khả năng tương đương, và một lần nữa làm xóa nhòa ranh giới của hai lớp tàu này.

### Tàu tuần dương sân bay
Vào từng thời điểm khác nhau, hải quân một số nước đã từng thử nghiệm với tàu tuần dương có khả năng mang máy bay; một ví dụ là chiếc HMS Gotland của Thụy Điển. Một phiên bản khác là tàu tuần dương trực thăng; mà ví dụ cuối cùng từng hoạt động là lớp tàu sân bay Kiev của Hải quân Xô Viết, khi chiếc cuối cùng của lớp này được cải biến thành một tàu sân bay hạng nhẹ thông thường và được bán cho Ấn Độ. Tàu sân bay Kuznetsov của Hải quân Nga được xếp lớp chính thức như một tàu tuần dương-sân bay nhưng ở mọi phương diện đều giống như một tàu sân bay thông thường cỡ trung, cho dù có một dàn tên lửa đất-đối-đất. Hải quân Hoàng gia Anh cũng sở hữu những chiếc lớp Invincible, nguyên được xếp lớp là những "tàu tuần dương có sàn suốt", nhưng sau này được đổi lại như những tàu sân bay hạng nhẹ.

## Tàu tuần dương đang hoạt động ngày hôm nay

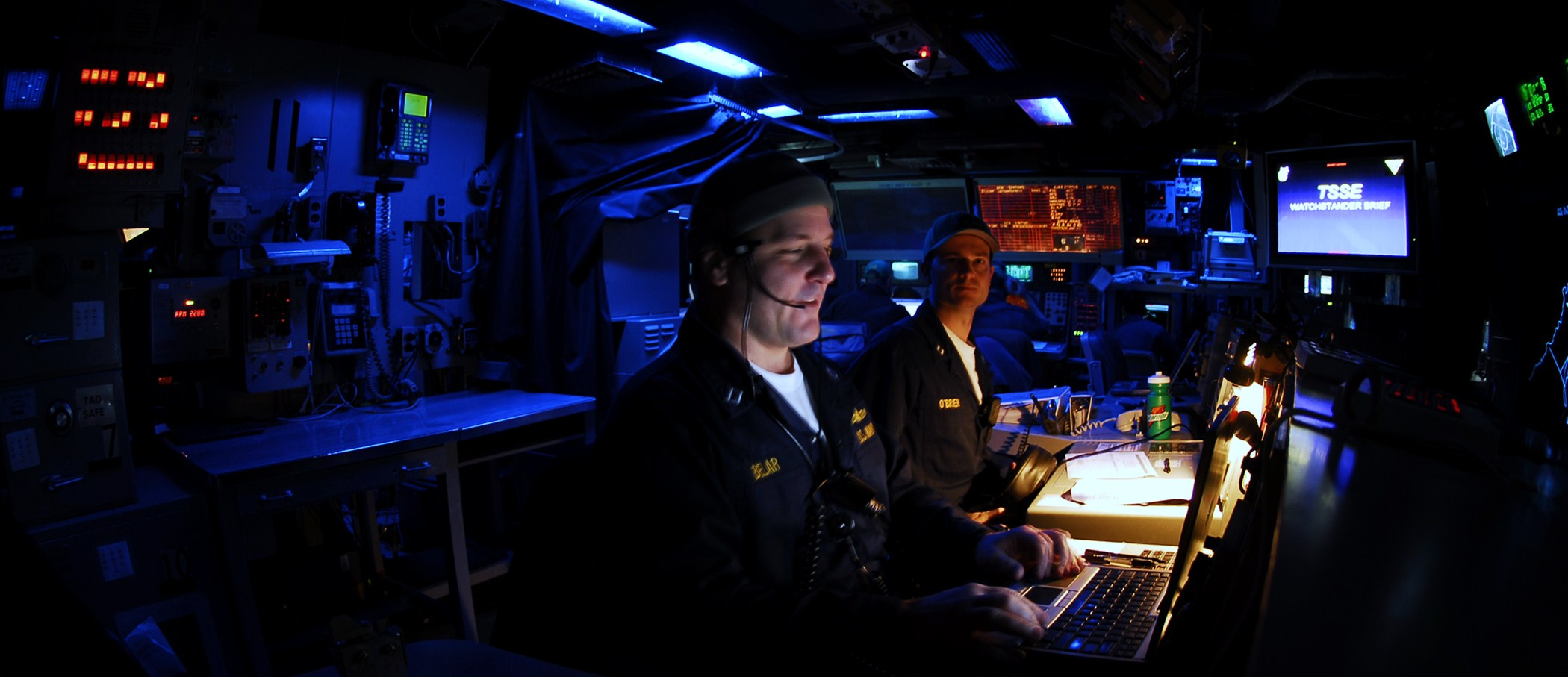
Buồng điều khiển tuần dương hạm USS Antietam (CG 54) của Hải quân Hoa Kỳ, được đóng năm 1986.

Còn một ít tàu tuần dương đang hoạt động tại hải quân một số nước vào ngày hôm nay (tháng 10 năm 2010):
- Hải quân Hoa Kỳ: 22[6] tàu tuần dương tên lửa điều khiển lớp Ticonderoga.
- Hải quân Nga: Một tàu tuần dương lớn thuộc lớp Kirov (đôi khi được xếp lớp như tàu chiến-tuần dương do kích cỡ lớn), một chiếc thuộc lớp Kara và ba chiếc lớp Slava
- Hải quân Peru: Chiếc BAP Almirante Grau (CLM-81), một tàu tuần dương thuộc lớp De Zeven Provinciën, được hiện đại hóa như một tàu tuần dương tên lửa điều khiển vào cuối những năm 1980, là chiếc tàu tuần dương trang bị pháo cuối cùng của thế giới.

## "Khoảng trống tàu tuần dương" của Hải quân Hoa Kỳ
Trước khi đưa ra lớp Ticonderoga, Hải quân Hoa Kỳ sử dụng những thông lệ đặt tên kỳ dị, khiến cho hạm đội dường như không có nhiều tàu tuần dương, mặc dù có nhiều chiếc là tàu tuần dương trong tất cả mọi khía cạnh, ngoại trừ tên. Từ thập niên 1950 cho đến thập niên 1970, tàu tuần dương của Hải quân Mỹ là những tàu lớn trang bị tên lửa tấn công hạng nặng, kể cả tên lửa hành trình Regulus có đầu đạn nguyên tử, để chiến đấu ở tầm xa chống lại các mục tiêu trên biển hay trong đất liền. Ngoại trừ USS Long Beach, tất cả đều được cải biến từ các lớp tàu tuần dương Chicago, Baltimore và Cleveland thời Đệ Nhị thế chiến. "Tàu frigate" trong sơ đồ này hầu hết có kích cỡ ngang với tàu tuần dương, và được tối ưu hóa cho chiến tranh phòng không, mặc dù chúng cũng có các khả năng chiến đấu mặt biển như hạm tàu nổi. Vào cuối những năm 1960, Chính phủ Mỹ nhận ra một "khoảng trống tàu tuần dương": Hải quân Mỹ vào lúc đó sở hữu sáu chiếc được gọi là "tàu tuần dương", so với 19 chiếc của Hải quân Liên Xô, mặc dù Mỹ còn có 21 "tàu frigate" có tính năng tương được hay vượt hơn so với tàu tuần dương Xô Viết. Vì thế, vào năm 1975 Hải quân Mỹ thực hiện một cuộc thay đổi sâu rộng tên gọi lớp tàu trong lực lượng của mình:
- CVA/CVAN (tàu sân bay tấn công/tàu sân bay tấn công nguyên tử) được đổi thành CV/CVN (cho dù các tàu sân bay USS Midway và USS Coral Sea chưa bao giờ được phối thuộc các phi đội chống tàu ngầm).
- DLG/DLGN (tàu frigate/tàu frigate nguyên tử) được đổi thành CG/CGN (tàu tuần dương tên lửa/ tàu tuần dương tên lửa nguyên tử).
- Những tàu frigate tên lửa thuộc lớp Farragut (DLG), nhỏ hơn và có tính năng kém hơn những chiếc trên, được đổi thành lớp tàu khu trục DDG; do USS Coontz là chiếc đầu tiên được đổi số liệu lườn, nên đôi khi lớp tàu này còn được gọi là lớp Coontz.
- DE/DEG (tàu hộ tống đại dương/tàu hộ tống đại dương tên lửa) được đổi thành FF/FFG (tàu frigate/tàu frigate tên lửa), đưa tên gọi "tàu frigate" của Hải quân Mỹ tương đồng với phần còn lại của thế giới. Ngoài ra, một loạt "tàu frigate tuần tra" thuộc lớp Oliver Hazard Perry, nguyên mang ký hiệu PFG, cũng được xếp chung trở lại vào lớp FFG.

Sự sắp xếp lại chuỗi "tuần dương-khu trục-frigate" và việc hủy bỏ kiểu tàu hộ tống đại dương đã đưa tên gọi tàu chiến của Hải quân Hoa Kỳ ngang bằng với phần còn lại của thế giới, hạn chế được sự nhầm lẫn đối với hải quân nước ngoài. Vào năm 1980, lớp tàu khu trục DDG-47 đang được chế tạo được đổi tên thành tàu tuần dương (lớp tàu tuần dương Ticonderoga CG-47 mang tên lửa điều khiển) để nhấn mạnh những khả năng bổ sung của hệ thống tác chiến Aegis mà chúng được trang bị.